# La Pryor
La Pryor è un census-designated place (CDP) degli Stati Uniti d'America della contea di Zavala nello Stato del Texas. La popolazione era di 1.643 abitanti al censimento del 2010.

## Geografia fisica
La Pryor è situata a 28°56′38″N 99°50′40″W (28.943879, -99.844349).
Secondo lo United States Census Bureau, il CDP ha una superficie totale di 6,92 km², dei quali 6,91 km² di territorio e 0,01 km² di acque interne (0,07% del totale).

## Società

### Evoluzione demografica
Secondo il censimento del 2010, la popolazione era di 1.643 abitanti.

### Etnie e minoranze straniere
Secondo il censimento del 2010, la composizione etnica del CDP era formata dall'85,82% di bianchi, l'1,28% di afroamericani, lo 0,61% di nativi americani, lo 0% di asiatici, lo 0,55% di oceanici, il 9,74% di altre razze, e il 2,01% di due o più etnie. Ispanici o latinos di qualunque razza erano il 90,51% della popolazione.